# Tôn Á Phương
Tôn Á Phương (giản thể: 孙亚芳; phồn thể: 孫亞芳) là một kỹ sư và giám đốc kinh doanh người Trung Quốc, từng giữ chức Chủ tịch Huawei từ năm 1999. Tính đến năm 2016, bà được Forbes liệt kê là người phụ nữ quyền lực thứ 38 trên thế giới.

## Tiểu sử
Bà có bằng cử nhân tại Đại học Khoa học và Công nghệ Điện tử Trung Quốc (UESTC) năm 1982. Sau đó, Sun bắt đầu làm việc như một kỹ thuật viên tại Xưởng sản xuất TV Xin Fei. Năm 1985, cô trở thành kỹ sư tại Viện nghiên cứu công nghệ truyền thông Bắc Kinh. Bà bắt đầu sự nghiệp với Huawei vào năm 1989 và trở thành chủ tịch của tập đoàn vào năm 1999.
Một báo cáo năm 2011 của CIA cho biết Sun làm việc cho Bộ An ninh Quốc gia Trung Quốc và liên kết cô với Quân đội Trung Quốc.

## Giải thưởng
Vào tháng 5 năm 2012, cô đã nhận được Giải thưởng của Hiệp hội Thông tin và Viễn thông Thế giới từ Liên minh Viễn thông Quốc tế. Tính đến năm 2014, cô được Forbes liệt kê là người phụ nữ quyền lực thứ 81 trên thế giới. 